# Relikvie

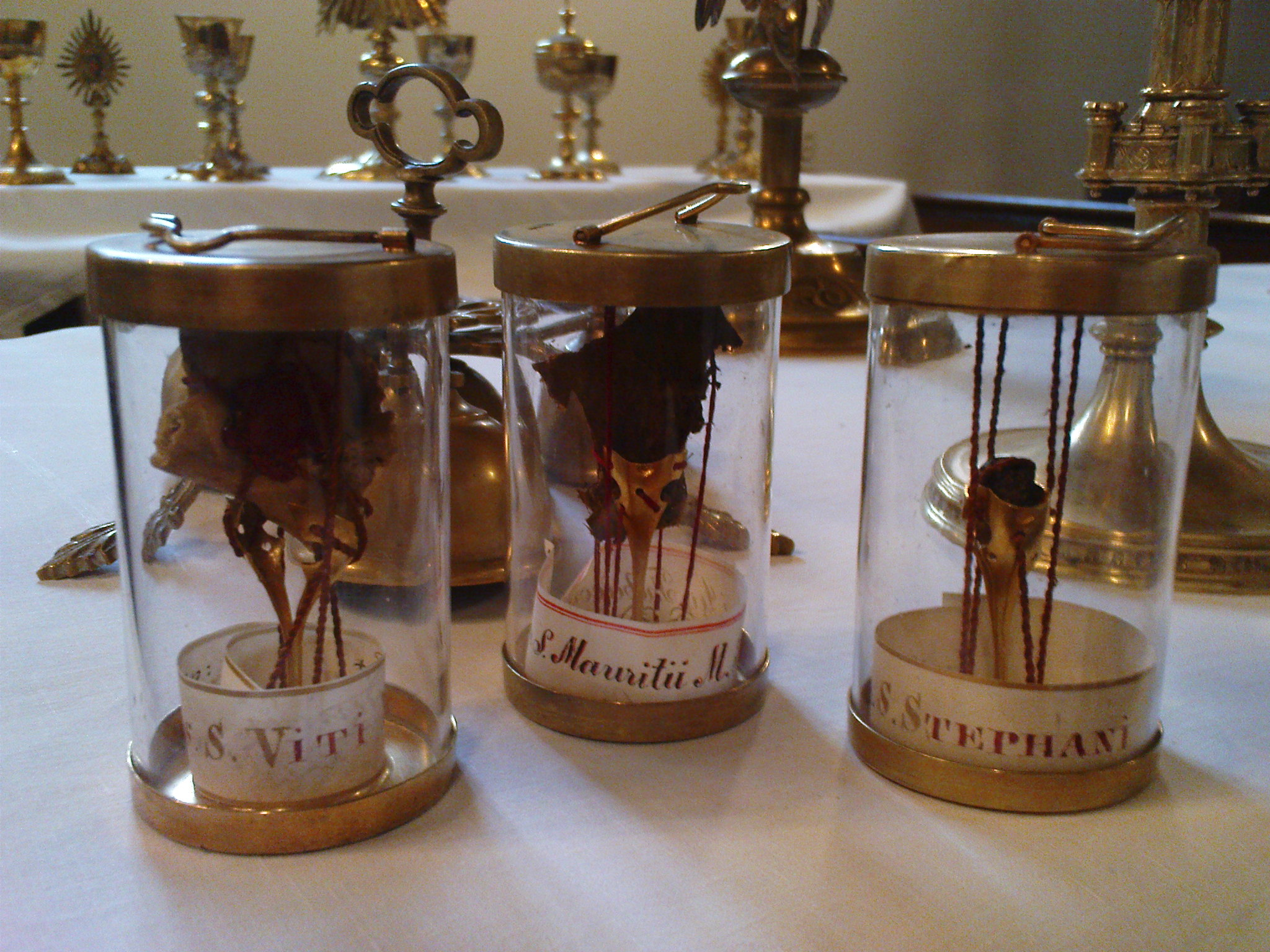
Relikvie sv. Víta, Mořice a Štěpána z chrámového pokladu kostela sv. Mořice v Kroměříži

Relikvie jsou věřícími uctívané materiální pozůstatky upomínající na život světců, osob blahoslavených, ctihodných nebo svatých proroků. Pojem zahrnuje kosterní  či jiné tělesné ostatky dané osoby a předměty jinak úzce spojené s jejím životem.

## Pojem
Pojem relikvie (z latinského reliquiae „ostatky“) neboli ostatky označuje jednak tělesné pozůstatky světců (tzv. primární relikvie), ale také předměty s životem svatých spojené (tzv.sekundární/druhotné relikvie), to jsou například zbytky jejich oděvu, obuvi a jiných osobních předmětů, jako je miska, pohár, berla.
Za nejméně hodnotné a účinné jsou považovány ostatky třetího stupně důležitosti Terciární.
Mezi věřícími jsou uchovávány v úctě a někdy je jim přičítána zázračná moc.
Kult ostatků existuje v katolické a pravoslavné církvi, protestantské církve, adventisté a Svědkové Jehovovi jej považují za modloslužbu. Kult ostatků existuje i v buddhismu, islámu a dalších náboženstvích.

## Katolicismus

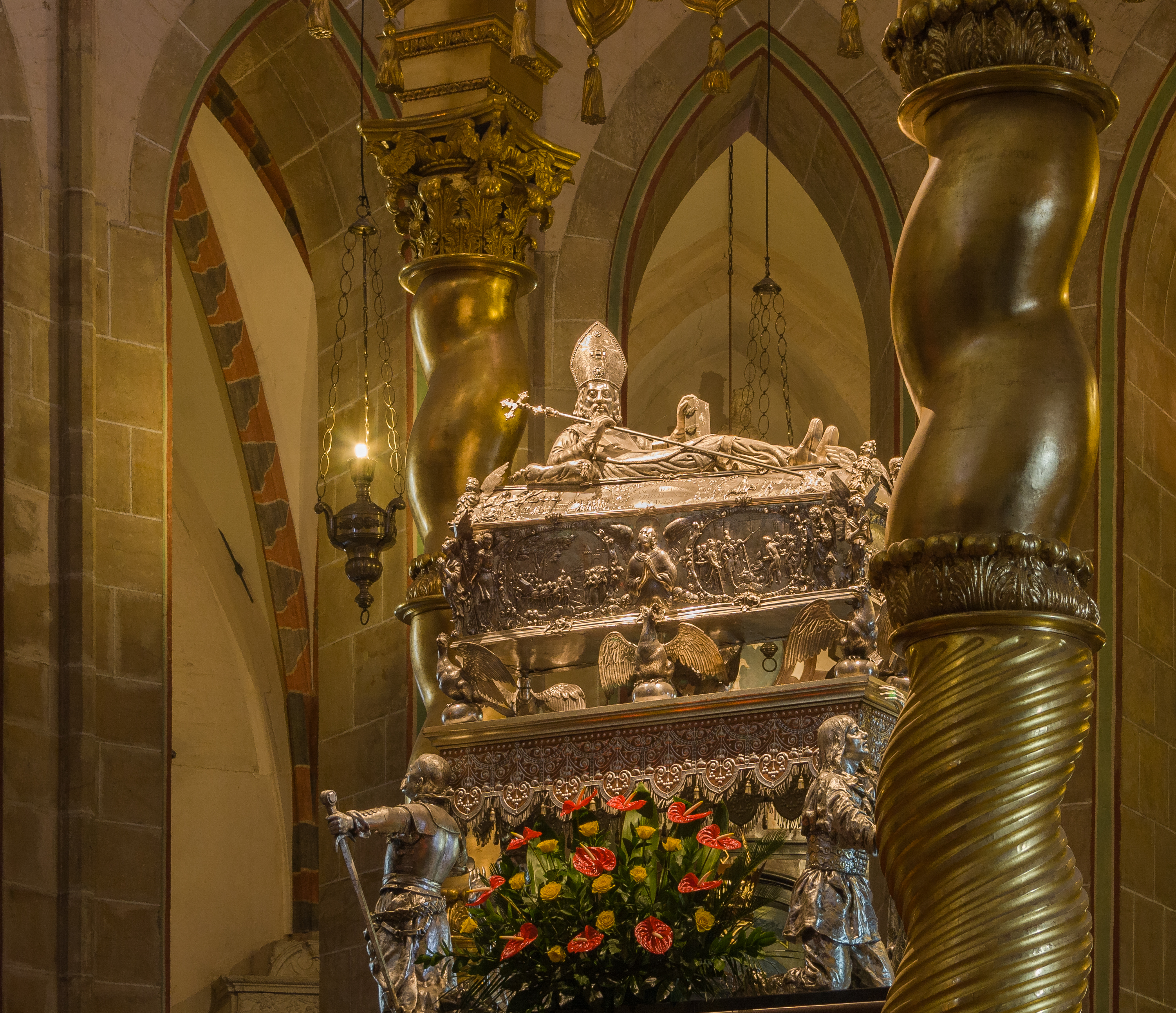
Relikviář sv. Vojtěcha v Hnězdně

### Vznik tradice
Nad hroby mučedníků bylo zvykem stavět oltáře. Nezbytnou součástí rituálu vedoucího ke svatořečení, bylo vyzdvihnout jejich ostatky na oltář a předložit je věřícím k uctívání. Zázraky, které se pod vlivem uctívání relikvií staly, byly zapsány do kanonizačního spisu a podány papežské konzistoři k procesu svatořečení. Toto uctívání (tzv. devoce) vedlo ve vrcholném středověku k masovému kultu světců.
„Jsou nám dražší než drahokamy a milejší než zlato. Pohřbili jsme je na vhodném místě; tam se budeme v radostném jásotu shromažďovat a slavit výročí jeho umučení.“ – Z dopisu křesťanů ze Smyrny o pozůstatcích jejich biskupa-mučedníka.
Mezi pozdější druhy úcty patří například líbání ostatků, nebo jejich vystavování k veřejné úctě ve stabilních prosklených relikviářích, zvaných ostensoria. Při uctívání ostatků ve středověku platilo pravidlo, že každá sebemenší částečka má zázračnou moc a sílu jako celé tělo světce, což vedlo k obchodu s relikviemi. Za ostatky se platily horentní sumy. Například Kristova Trnová koruna v královské kapli Sainte-Chapelle v Paříži, kterou dovezl král Ludvík IX., se cenila více, než samotná kaple Sainte-Chapelle, která pro ni byla postavena jako veliký relikviář. Relikvie byly střeženy a byly ukládány v drahocenných relikviářích, aby mohly být uctívány a používány při náboženských obřadech. Množily se pochopitelně i falzifikáty ostatků, takže existují například tři lebky svatého Vojtěcha: v pražské katedrále, v katedrále v polském Hnězdně a v kostele sv. Vojtěcha v Cáchách Burtcheidu. Sběratelská touha zplodila i mnohé kuriózní ostatky, jako předkožku Páně, mléko Panny Marie, příčku z Jákobova žebříku nebo například pírko archanděla Michaela. K velkému rozšíření obchodu s ostatky přispívali sami církevní hodnostáři, hlavně biskupové a arcibiskupové. Opatřovali ostatek listinou „certifikátem pravosti“ (tzv. autentikou) s vlastní pečetí.

### Nejslavnější poutní místa
Od středověku poutníci putovali za hroby svatých a slavnými relikviemi po celé Evropě a Blízkém Východu. Nejvýznamnější poutní místa byla Jeruzalém, Konstantinopol, Řím a Santiago de Compostela. K nim se brzy přidaly Cáchy, Kolín nad Rýnem, Trevír, Asissi, Benátky, Monte Cassino, Chartres, Remeš, Toulouse, Paříž, Canterbury, Escorial, Montserrat a Loreto.

## Kritika modloslužebictví a reformace
Uctívání ostatků od konce 14. století kritizovali církevní reformátoři jako modloslužebnictví. Nejdříve John Wicleff, dále Jan Hus, Jan Želivský, po nich Martin Luther i Kalvín.
Dnešní přístup k ostatkům v křesťanství je mnohem civilnější. Ostatky se distribuují velmi málo, výhradně s autentikou), nebo vůbec ne. Hysterické projevy víry související s ostatky jsou dnes ojedinělé.
Roku 1844 protest proti vystavování Kristova bezešvého roucha (róby), které je uchováváno v katedrále v Trevíru, byl dokonce impulzem pro vznik reformního hnutí nazývaného doslova „Německý katolicismus“ („Deutschkatholizismus“).

## Hroby a relikvie českých patronů
Za nejvýznamnější objekty úcty v českých zemích jsou považována těla českých národních patronů. Celá nebo jejich části jsou uchovávány v katedrálách v Praze, Brně, Olomouci a Ostravě. V novogotickém hlavním oltáři katedrále svatého Víta, Václava a Vojtěcha jsou nejstarší hroby s relikviemi svatých Vojtěcha, Víta a Václava, jež jsou patrony katedrály, dále částečky z těla svatého Zikmunda, Ludmily, která má hrob v bazilice svatého Jiří na Pražském hradě, Prokopa, jehož tělo je uloženo v bočním oltáři v kostele Všech svatých na Pražském hradě, a malé částečky údajných ostatků Cyrila a Metoděje.

### Další relikvie ze Svatovítského pokladu
Relikvie českých i cizích světců jsou hlavní součástí Svatovítského pokladu Metropolitní kapituly svatého Víta v Praze, již od jeho založení v 10. století. Jsou uloženy jednak v Hilbertově klenotnici v 1. patře katedrály svatého Víta, kde jsou lebky sv. Václava, Vojtěcha i Víta, dále v expozici Příběh Pražského hradu ve Starém paláci Pražského hradu, kde je z druhotných ostatků vystavena například přilba a drátěná košile sv. Václava nebo pohřební šaty svaté Ludmily. A konečně největší část pokladu relikvií je stále vystavena v Kapli svatého Kříže na 2. nádvoří Pražského hradu.
Značnou část z nich shromáždil Karel IV. Zejména to jsou hřeb z Kristova kříže zasazený do zlata, Zlatý ostatkový kříž (zvaný korunovační), křišťálový kříž, okovy svatého Petra, křišťálovou konvici s Ubrusem Páně, jaspisovou misku pro zaopatřování nemocných, gotické textilie jako rukavice a mitra svatého Vojtěcha, slaměné roucho sv. Vojtěcha nebo kasule sv. Václava. částečka z Mojžíšovy hole, šaty Panny Marie, zub sv. Markéty, brada sv. Eobana a žebro sv. Žofie; ve Vídni je část betlémských jesliček a taška sv. Štěpána.

## Další české a moravské klenotnice
- Klenotnice pražské Lorety obsahuje mnohé drobné relikviáře, zvané monile.
- Poklad kláštera premonstrátů v Praze na Strahově je zčásti vystaven ve Strahovské obrazárně, kde jsou dvě gotické desky zvané Svatojiřské plenáře. Tělo českého patrona svatého Norberta spočívá v náhrobní tumbě na postranním oltáři ve strahovském kostele Nanebevzetí Panny Marie.
- Klenotnice kláštera sv. Vojtěcha a Markéty v Praze - Břevnově uchovává barokní relikviář s ramenem sv. Markéty Antiochejské na postranním oltáři Panny Marie benediktinských rozkoší. Nejstarší gotický Plenář svaté Markéty ze zlaceného stříbra pro tentýž ostatek je uložen v trezoru.
- Pokladnice kláštera augustiniánů sv. Tomáše v Praze na Malé Straně je situována jako honí sakristie v patře kostela, její klenoty však jsou dnes rovněž v bezpečném trezoru.
- Klenotnice kolegiátní kapituly ve Staré Boleslavi od 14. století uchovává Svatováclavské palladium, měděný reliéf Panny Marie s Ježíškem, který podle legendy nosil sv. Václav na krku a kterému je připisována ochranná moc. O svátcích je vystavováno na oltáři kostela Panny Marie, jinak je uloženo v klenotnici s dalšími ostatky svatých. Mezi ně dále patří konvice s ostatkem z Krve sv.Václava, prolité při bratrovraždě, a vyšívaný střevíc sv. Václava.
- Klenotnice kolegiátní kapituly v Praze na Vyšehradě je zpřístupněna v podvěží kapitulní baziliky sv. Petra a Pavla, vystaven je například domečkový relikviář kapitulních patronů, na postranním oltáři baziliky je relikviář s ostatky patrona milenců svatého Valentina.
- Chrámový poklad kostela sv. Mořice v Kroměříži
- Klenotnice katedrály sv.Václava v Olomouci je rozdělena mezi část uloženou v barokních schránkách na oltářích a část vystavenou v Arcidiecézním muzeu.
- Zámecká kaple sv. Jiří v Českém Krumlově má v oltáři vloženu částečku z relikvie sv. Jiří a v relikviáři jsou uchovány ostatky sv. Kalixta (pravděpodobně dvou světců stejného jména).

## Islám
Muslimové uctívají všechny proroky od starozákonních přes sv. Jana Křtitele až po Mohameda. V pokladnici tureckých sultánů v paláci Top-Kapi v Ístanbulu jsou k uctívání vystaveny Mohamedovy vousy i jeho osobní předměty, jeho oblečení, pohár nebo jeho meč.

## Buddhismus
V buddhismu jsou ostatky ukládány a uctívány v pagodách (stúpách). Podle tradice zůstaly po spálení Buddhova těla v popelu čtyři jeho zuby: dva si vzali bohové a dva zůstaly na Zemi, proto existují dvě svatyně Buddhova zubu (na Srí Lance a v Pekingu).